# 11817 Oguri
A 11817 Oguri (ideiglenes jelöléssel (11817) 1981 EQ34) a Naprendszer kisbolygóövében található aszteroida. Schelte J. Bus fedezte fel 1981. március 2-án.

## Kapcsolódó szócikk
- Kisbolygók listája (11501–12000)